# Astronautgrupp 4

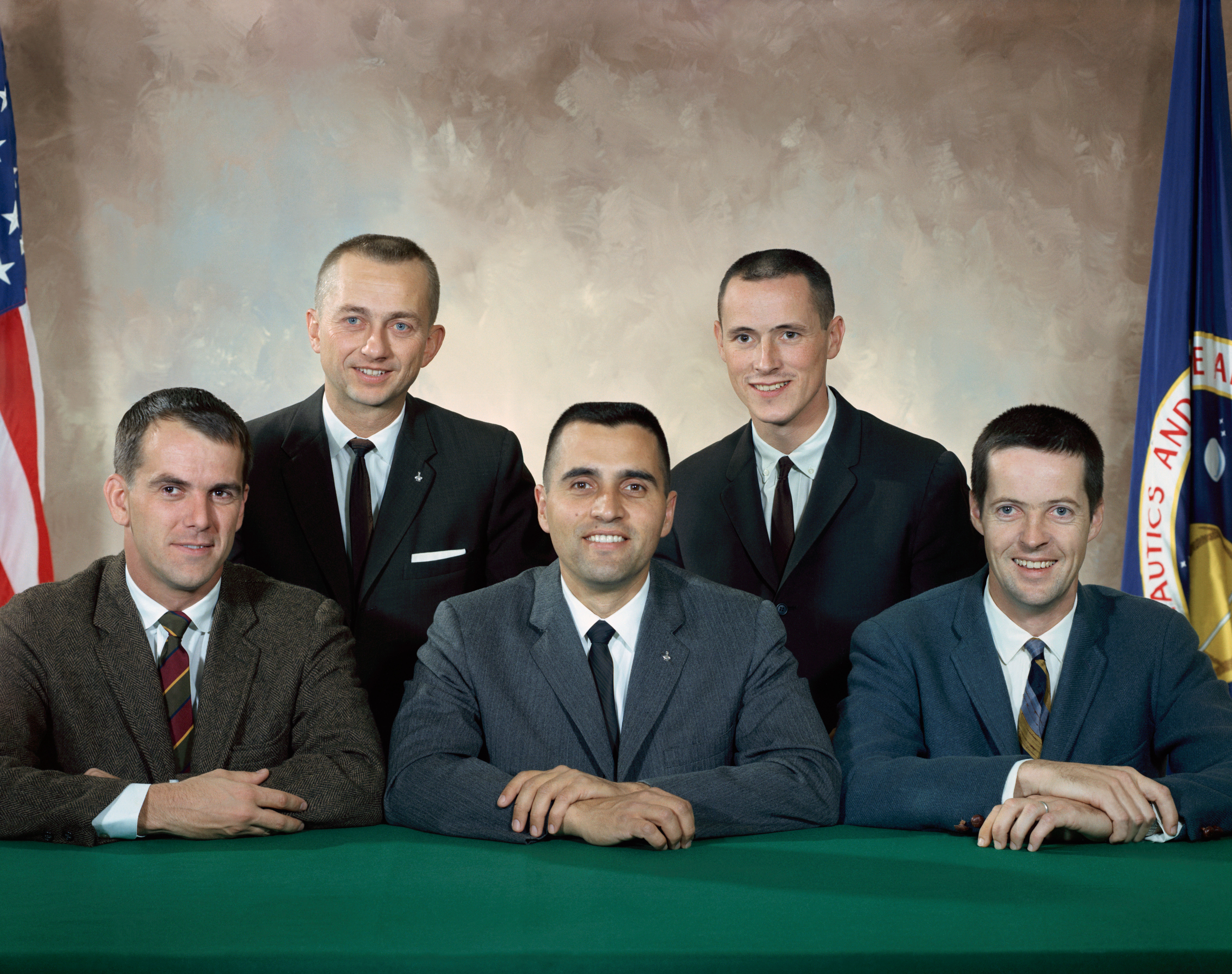
Astronautgrupp 4
Stående från vänster: Garriott, Gibson.
Sittande från vänster: Michel, Schmitt, Kerwin.

Astronautgrupp 4 var en astronautgrupp som togs ut till utbildning den 28 juni 1965. Det här var en grupp med vetenskapsmän som skulle ge NASA en annan framtoning än att bara bestå av testpiloter. För den slutliga uttagningen till denna grupp ansvarade The National Academy of Science. NASA hade velat ha upp till 20 astronauter i gruppen. Den dåliga kvalitén hos de sökande gjorde att gruppen till slut bara kom att bestå av 6 personer. Av de uttagna var Schmitt den ende som landade på månen och Garriott den ende som flög med en rymdfärja.

## Rymdfararna
| Namn                | Flygning        | Notering        |
| ------------------- | --------------- | --------------- |
| Owen Garriott       | Skylab 3, STS-9 |                 |
| Edward Gibson       | Skylab 4        |                 |
| Duane E. Graveline  |                 | inga rymdfärder |
| Joseph P. Kerwin    | Skylab 2        |                 |
| F. Curtis Michel    |                 | inga rymdfärder |
| Harrison H. Schmitt | Apollo 17       |                 |